# 空飛ぶモンティ・パイソン ドイツ版
『空飛ぶモンティ・パイソン ドイツ版』（そらとぶモンティ・パイソン ドイツばん、独: Monty Python'S Fliegender Zirkus）は、当時『空飛ぶモンティ・パイソン』で人気を博していたイギリスのコメディグループモンティ・パイソンが西ドイツで制作した2本のスケッチ・コメディー番組である。

## 製作の背景
モンティ・パイソンは、スイスで行われるモントルー・フェスティバルのコメディ部門に『空飛ぶモンティ・パイソン』の第1シリーズを編集したものをエントリーし、それなりの好評を得ていた。その年にモントルーに来ていたドイツのバヴァリアン・テレビ (Bavaria Atelier) のプロデューサー、アルフレッド・ビオレクは、『空飛ぶモンティ・パイソン』の第2シリーズを制作し終えたばかりだったパイソンズに接触し、ドイツでの番組制作をオファーした。
そのオファーを受けたパイソンズは、1971年に西ドイツの放送局 Westdeutscher Rundfunk でドイツ向けのテレビ特番の第1作を制作した。ロケは全てバヴァリア（バイエルン州）で撮影した。自分たちのセリフを吹き替えられることを嫌ったパイソンズは、全編セリフをドイツ語でしゃべった。まず英語のセリフをドイツ語に翻訳してもらい、それを聞いて真似てしゃべったという。しかし、台本にはマイケル・ペイリン演ずるオーストラリア人が、「カンガルーの直腸」などというセリフを「オーストラリアなまりのドイツ語」でしゃべるなどという無茶な部分があり、それを素人のイギリス人がしゃべることはたやすいことではなかった。そのためパイソンズは、ワンシーンが撮り終わるたびに今のセリフが通じていたかどうかドイツ人スタッフに尋ねていたという。
1972年、パイソンズは再びオファーを受け、第2作目を制作した。しかし、第2作は全編が英語であった。これは、ドイツ語だと他の言語圏への輸出が難しかったためであったという。
また、本作の一部は『ベスト・オブ・モンティ・パイソン』や『モンティ・パイソン・ライブ・アット・ザ・ハリウッド・ボウル』、アルバム "Monty Python's Previous Record" 、ライブ『モンティ・パイソン 復活ライブ!』にも収録されている。

## スケッチの内容
ほとんどのスケッチはこの特番のために書き下ろされた新作であったが、「木こりの歌」や「オーストラリアのブルース」など一部『空飛ぶモンティ・パイソン』で使用されたものがドイツに舞台を移して演じられている。「バヴァリアン・レストラン」、「アルブレヒト・デューラーの生涯」など、ドイツのご当地ネタも盛り込まれている。また、パイソン前にメンバーが執筆したスケッチも流用されている。全体的に見ると、イギリスのオリジナル版と比較してビジュアル系のギャグが多く、バカバカしい作風になっている。

### 演じられた主なスケッチ
第1作
- オリンピック聖火ランナー
- アルブレヒト・デューラーの生涯
- 乳牛による『ベニスの商人』
- 5年間風呂に入っていないフランス人
- お医者さんの飼育
- 赤ずきんちゃん
- おバカオリンピック
- 私の主張
- ドイツ版 ランバージャック
- バヴァリアン・レストラン

第2作
- ウィリアム・テル
- ヨーロッパ色情狂共同体
- サイテー人間
- ネズミについてのドキュメンタリー
- ニワトリ・ラッシュ
- 哲学者サッカー ギリシャ対ドイツ
- 一人レスリング
- 補聴器ショップにて
- おとぎ話 幸福の国物語

## その他
- イギリスのオリジナル版と違って、ドイツのスタジオには観客がいなかったため、笑い声も入っておらず、「観客の反応を確かめながら演じる」といういつものパイソンズの撮影方法で撮影を進めることができなかった。